# Dendrophthora karuaiana
Dendrophthora karuaiana là một loài thực vật có hoa trong họ Santalaceae. Loài này được (Steyerm.) Kuijt mô tả khoa học đầu tiên năm 1990.